# Национални лаборатории на Министерството на енергетиката на САЩ
Националните лаборатории на Министерството на енергетиката на САЩ са научноизследователски центрове, финансирани от министерството.

## Списък на лабораториите
На територията на САЩ действат 17 национални лаборатории:
- Национална лаборатория „Лоурънс“ в Бъркли (Lawrence Berkeley National Laboratory, 1931)
- Лосаламоска национална лаборатория (Los Alamos National Laboratory, 1943)
- Национална лаборатория Оук Ридж (Oak Ridge National Laboratory, 1943)
- Аргонска национална лаборатория (Argonne National Laboratory, 1946)
- Лаборатория Еймс (Ames Laboratory, 1947)
- Брукхейвънска национална лаборатория (Brookhaven National Laboratory, 1947)
- Сандийски национални лаборатории (Sandia National Laboratories, 1948, 1956)
- Национална лаборатория Айдахо (Idaho National Laboratory; 1949)
- Лаборатория по физика на плазмата в Принстънския университет (Princeton Plasma Physics Laboratory; 1951)
- Ливърморска национална лаборатория (Lawrence Livermore National Laboratory, 1952)
- Савана-Ривърска лаборатория (Savannah River National Laboratory; 1952)
- Национална ускорителна лаборатория SLAC (SLAC National Accelerator Laboratory, 1962)
- Тихоокеанска северозападна национална лаборатория (Pacific Northwest National Laboratory, 1965)
- Национална ускорителна лаборатория „Енрико Ферми“ (Фермилаб) (Fermi National Accelerator Laboratory, 1967)
- Национална лаборатория по изучаване на възобновяемата енергия (National Renewable Energy Laboratory, 1977)
- Лаборатория Джеферсън (Thomas Jefferson National Accelerator Facility, 1984)
- Национална лаборатория за енергийни технологии (National Energy Technology Laboratory; 1999)